# Angel of Death (sang)
Angel of Death er den første sang på Slayer's album Reign in Blood fra 1986. Sangens tekst handler om Josef Mengele.
| Musik | Spire Denne musikartikel er en spire som bør udbygges. Du er velkommen til at hjælpe Wikipedia ved at udvide den. |